# Estero Newman
El estero Newman es un curso natural de agua que nace en la Región de Aysén, fluye en dirección general oeste y desemboca en la costa sur de la Península de Taitao. Risopatrón advierte de que también se le llama "Neuman".

## Historia
Luis Risopatrón describió el río en 1924:: 586 
Newman (Estero). Es profundo, no ofrece fondeadores i esta encajonado entre cerros boscosos más altos a medida que avanza al N, en cuyo término se encuentran dos quebradas profundas que descienden de cerros mui elevados cubiertos de bosques, por las que fluyen torrentosos arroyos; abundan en el los lobos marinos i se abre a la costa S de la península de Taitao.